# 藤平るみ
藤平 るみ（ふじひら るみ、5月5日 - ）は、日本の元女性声優。千葉県出身。血液型はA型。

## 出演作品

### ゲーム
- アクエリアンエイジ（マーメイド・プリンセス　アフロディーテ）
- グラナド・エスパダ（ミ・カルヤライネン）

### ラジオ
- はぴねす・ラブ　23人のお姉さん
- ゆる蔵、うれしいね。＋ワン!

### 舞台
- 卒業公演「EKIDEN」（立花）（ヒロイン）
- RAT旗揚げ公演「陸の界賊」（横須賀樹里）

### DVD
- ゆる蔵うれしいね＋わん！卒業制作
- Dramagix「TWO-IN」- 早紀 役
- Dramagix「プリンセス・キャット」 - キャバクラ嬢 役
- 舞台「陸の界賊」 - 横須賀樹里 役